# القاهره، حماه
القاهره (به عربی: القاهرة) یک منطقهٔ مسکونی در سوریه است که در ناحیه قلعه المضیق واقع شده‌است. القاهره ۷۰۸ نفر جمعیت دارد.